# Corsicana
Corsicana er en amerikansk by og administrativt centrum for det amerikanske county Navarro County i staten Texas. I 2000 havde byen et indbyggertal på 24.485.

## Ekstern henvisning
- Corsicanas hjemmeside (engelsk)

32°05′33″N 96°28′10″V / 32.0925°N 96.4694°V